# Espingol
En Espingol er et ældre skydevåben, der kunne afgive adskillige skud hurtigt efter hinanden. Espingolen blev brugt og udviklet i Danmark. 
Espingolen lades skiftevis med krudt og gennemborede blykugler. Når den forreste ladning antændes ved mundingen, brænder ilden gennem kanalen i den næste kugle, og det næste skud går af osv. indtil løbet er skudt tomt. Derved afgaves en hurtig række skud. Espingolen var ofte forsynet med flere løb. Espingolen blev indført i Danmark i 1816 og anvendtes under de slesvigske krige. 
Espingolen blev afløst af mitrailleusen og senere af maskingeværet. 